# 76-мм зенітна гармата зразка 1935 року (34-К)
76-мм зенітна гармата зразка 1935 року (34-К) (рос. 76-мм артиллерийская установка 34-К) — радянська універсальна корабельна палубно-щитова зенітна артилерійська установка періоду Другої світової війни. У 1935 році артилерійська система 34-К була прийнята на озброєння РСЧФ і стала основним зенітним озброєнням радянських лінкорів типу «Севастополь», лідерів та ескадрених міноносців. Подальшим розвитком артилерійської установки 34-К стали спарені артилерійські установки 39-К та 81-К.

## Історія
У 1934 року до проєктування 76-мм корабельної установки на основі гармати 3-К підключили КБ заводу № 8 імені М. І. Калініна. Робота над зенітною гарматою, що отримала індекс 34-К, велася за двома варіантами, які відрізнялися конструкцією та внутрішнім устроєм ствола. Ствол варіанта № 1 складався з вільної труби, кожуха та казенника, а варіанта № 2 — з лейнера, кожуха та казенника. На озброєння було прийнято другий варіант під назвою «76,2-мм корабельна артилерійська система зразка 1935 року».
Виробництво 34-К здійснювалося на заводі № 8 з 1936 по 1941 рік включно. На 1 січня 1941 року у ВМФ СРСР було 222 екземпляри 34-К. У першому півріччі 1941 року було виготовлено 62 установки, у другому півріччі — одна. З 1942 року замість 34-К у серійне виробництво була запущена 85-мм артилерійська установка 90-К.
З 28 травня по 29 червня 1936 року було проведено корабельні випробування установки 34-К на ескадреному міноносці «Шаумян» та на канонерському човні «Красна Абхазія».
Зенітними артилерійськими установками 34-К озброювалися лінкори типу «Севастополь», крейсери «Красний Кавказ» та «Калінін», лідери типу «Ленінград», есмінці проєктів 7, 7-У, мінний загороджувач «Марті», великі мисливці за підводними човнами проєкту 122, допоміжні судна.
У період німецько-радянської війни 34-К встановлювали також на бронепоїзди, використовували у ДОТах під час оборони Севастополя.

## Зброя схожа за ТТХ та часом застосування
- 76-мм корабельна гармата Škoda 7 cm K10
- 76-мм зенітна гармата QF 3-inch 20 cwt
- 76-мм корабельна гармата QF 12-pounder 12 cwt
- 76-мм корабельна гармата da 76/45 S 1911
- 76-мм гармата 76/40 Model 1916
- 76-мм зенітна гармата FlaK L/30
- 77-мм легка зенітна гармата M1914
- 88-мм зенітна гармата SK L/45
- 76-мм зенітна гармата зразка 1914/15 років
- 76-мм зенітна гармата зразка 1938 року
- 76-мм корабельна гармата 3"/50
- 76-мм корабельна гармата Mark 3"/23
- 65-мм корабельна гармата de 65 mm Modèle 1891
- 76-мм зенітна гармата Tahun Ke-3
- 76-мм корабельна гармата Type 98